# Jesper Duus
Jesper Duus (* 24. November 1967 in Glostrup) ist ein ehemaliger dänischer Eishockeyspieler und -trainer.   

## Karriere
Jesper Duus begann seine Karriere als Eishockeyspieler in seiner dänischen Heimat bei Hvidovre Ishockey, für dessen Profimannschaft er in der Saison 1982/83 sein Debüt in der zweiten dänischen Spielklasse gab. Anschließend spielte der Verteidiger vier Jahre lang für die Rødovre Mighty Bulls in der AL-Bank Ligaen, mit denen er in der Saison 1985/86 Dänischer Meister wurde. Anschließend wurde er im NHL Entry Draft 1987 in der zwölften Runde als insgesamt 241. Spieler von den Edmonton Oilers ausgewählt, für die er allerdings nie spielte. Stattdessen stand er von 1987 bis 1996 insgesamt sieben Jahre lang beim Färjestad BK in der schwedischen Elitserien unter Vertrag. Mit den Schweden wurde er 1988 auf Anhieb Meister. Zudem unterlag er mit seiner Mannschaft 1988 und 1990 erst im Playoff-Finale. 
Zur Saison 1996/97 wechselte Duus zum SB Rosenheim in die Deutsche Eishockey Liga, für den er in 42 Spielen drei Tore erzielen und acht Vorlagen geben konnte. Die folgende Spielzeit verbrachte er bei der VEU Feldkirch, mit der er Österreichischer Meister wurde, ehe er für die Saison 1998/99 wieder nach Rosenheim zurückkehrte. Es folgten zwei Jahre für den dänischen Nationalspieler bei MODO Hockey in der schwedischen Elitserien, mit dem er 2000 im Playoff-Finale an Djurgårdens IF scheiterte.
Von 2001 bis 2003 spielte Duus für seinen Ex-Club Hvidovre Ishockey in der AL-Bank Ligaen. Dort konnte er überzeugen, sodass er in der Saison 2002/03 zum besten dänischen Spieler der Liga gewählt wurde. Anschließend verbrachte er ebenfalls zwei Spielzeiten bei dessen Ligarivalen Herlev Hornets, bei dem er als Spielertrainer tätig war. Weitere zwei Jahre lang stand der Rechtsschütze bei den Rødovre Mighty Bulls unter Vertrag, bei denen er in der ersten der beiden Spielzeiten gleichzeitig als Spieler, sowie als Assistenztrainer arbeitete. Nach einem einjährigen Gastspiel in Hvidovre bei seinem mittlerweile in Totempo HvIK umbenannten früheren Arbeitgeber, bei dem er in insgesamt 51 Spielen 32 Scorerpunkte erzielte und in das All-Star Team der Liga gewählt wurde, spielte er von 2008 bis 2011 erneut für Rødovre, für das er Assistenzkapitän war. In der Saison 2011/12 stand er wieder für die Herlev Eagles auf dem Eis, ehe er am Ende der Spielzeit seine Karriere im Alter von 44 Jahren beendete.                         

### International
Für Dänemark nahm Duus an den C-Weltmeisterschaften 1990 und 1991, sowie den B-Weltmeisterschaften 1989, 1992, 1993, 1994, 1995, 1996, 1997, 1999 und 2001 teil. Des Weiteren stand er im Aufgebot seines Landes bei den A-Weltmeisterschaften 2003, 2004 und 2010. Bei Weltmeisterschaften erzielte Duus bis einschließlich der WM 2010 in 87 Spielen 19 Tore und gab 32 Vorlagen (51 Scorerpunkte).

## Erfolge und Auszeichnungen
| - 1986 Dänischer Meister mit den Rødovre Mighty Bulls - 1988 Schwedischer Meister mit dem Färjestad BK - 1990 Schwedischer Vizemeister mit dem Färjestad BK - 1991 Schwedischer Vizemeister mit dem Färjestad BK | - 1998 Österreichischer Meister mit der VEU Feldkirch - 2000 Schwedischer Vizemeister mit MODO Hockey - 2003 Dänischer Spieler des Jahres der AL-Bank Ligaen - 2008 AL-Bank Ligaen All-Star Team |

### International
- 1999 Bester Verteidiger bei der B-Weltmeisterschaft
- 1999 All-Star Team der B-Weltmeisterschaft